# Xã Clarion, Quận Bureau, Illinois
Xã Clarion (tiếng Anh: Clarion Township) là một xã thuộc quận Bureau, tiểu bang Illinois, Hoa Kỳ. Năm 2010, dân số của xã này là 421 người.